# Astara (Iran)
Astara (persiska: آستارا) är en stad i Iran. Den är administrativt centrum för delprovinsen (shahrestan) Astara i provinsen Gilan, i den nordvästra delen av landet. Antalet invånare är 39 065.